# Veľký Slavkov
Veľký Slavkov (in ungherese Nagyszalók, in tedesco Gross-Schlangendorf) è un comune della Slovacchia facente parte del distretto di Poprad, nella regione di Prešov.
Nelle cronache storiche, il villaggio fu menzionato per la prima volta nel 1251 con il nome di Slaukndorff.